# Салогубовка
Салогубовка (укр. Салогубівка) — село,
Гришинский сельский совет,
Роменский район,
Сумская область,
Украина.
Код КОАТУУ — 5924184707. Население по переписи 2001 года составляло 334 человека .

## Географическое положение
Село Салогубовка находится на берегу безымянной речушки с запрудой,
выше по течению на расстоянии в 1 км расположено село Репки,
ниже по течению на расстоянии в 1,5 км расположено село Долгополовка.
На расстоянии в 1 км расположено село Ненадиевка.
Рядом проходят автомобильная дорога Н-07 и
железная дорога, станция Погребы в 3-х км.

## Экономика
- ООО «Хлебороб».

## Объекты социальной сферы
- Школа I-II ст.

## Известные люди
- Гнидаш Кузьма Савельевич (1914-1944) — Герой Советского Союза, родился в селе Салогубовка.